# Речка 1-я (приток Комбарса)
Ре́чка 1-я — река в России, протекает по территории Парабельского района Томской области. Устье реки находится в 89 км по правому берегу реки Комбарс. Длина реки составляет 16 км.

## Данные водного реестра
По данным государственного водного реестра России относится к Верхнеобскому бассейновому округу, водохозяйственный участок реки — Обь от впадения реки Кеть до впадения реки Васюган, речной подбассейн реки — Кеть. Речной бассейн реки — (Верхняя) Обь до впадения Иртыша.